# Carneddau
Carneddau är en bergskedja i Storbritannien.   Den ligger i kommunen Gwynedd och riksdelen Wales, i den södra delen av landet, 300 km nordväst om huvudstaden London.